# Comuna Kropîvna, Zolotonoșa
Kropîvna (în ucraineană Кропивна) este o comună în raionul Zolotonoșa, regiunea Cerkasî, Ucraina, formată din satele Kropîvna (reședința), Maliivka și Șcerbînivka.

## Demografie
Componența lingvistică a comunei Kropîvna
     Ucraineană (97,21%)
     Rusă (2,39%)
     Alte limbi (0,29%)
Conform recensământului din 2001, majoritatea populației comunei Kropîvna era vorbitoare de ucraineană (97,21%), existând în minoritate și vorbitori de rusă (2,39%).